# سیارک ۳۹۵۵۸
سیارک ۳۹۵۵۸ (به انگلیسی: 39558 Kishine، نامگذاری:1992KC) سی و نه هزار و پانصد و پنجاه و هشتمین سیارک کشف شده‌است که در ۲۴ مه ۱۹۹۲ کشف شد.